# 單色天竺鯛
單色天竺鯛，又稱一色天竺鯛，俗名大目側仔，為輻鰭魚綱鈎頭魚目天竺鯛科的一個種。

## 分布
本魚分布於西太平洋區，包括日本、台灣、印尼、越南、巴布亞紐幾內亞、澳洲等海域。

## 深度
水深10－35公尺。

## 特徵
本魚體延長而側扁，眼大，口大略下位，頜齒細小，鋤骨和腭骨通常具齒，舌上無齒，前鰓蓋骨邊緣具鋸齒，鰓蓋骨後緣棘不發達，體被弱櫛鱗。魚體一致呈鮮紅色，體被櫛鱗並具深色邊緣，側線明顯，尾鰭凹入，背鰭硬棘7枚；背鰭軟條9枚；臀鰭硬棘2枚；臀鰭軟條8枚，體長可達14公分。

## 生態
本魚棲息於珊瑚礁區，白天躲藏洞穴中，夜間出來覓食，屬肉食性，以多毛類或其它底棲甲殼類為食。繁殖期時，雄魚具有口孵習性，卵約7日化成仔魚，由雄魚吐出，具短暫的仔魚飄浮期。

## 經濟利用
不具任何經濟價值。